# Club Deportivo del Este
Der Club Deportivo del Este ist ein panamaischer Fußballverein mit Sitz in der Hauptstadt des Landes Panama-Stadt.

## Geschichte

### Gründungsjahre
Der Klub wurde ursprünglich im Jahr 2008 von dem Brasilianer Felipe Borowsky als Akademie namens Panamá Santos oder auch Santos FC gegründet. Man baute eine Kooperation mit dem schottischen Verein Celtic Glasgow auf, der Trainingslager mit Deportivo durchführte. Im Jahr 2012 erreichte man die Finalrunde der drittklassigen Liga Copa Rommel Fernández, so erreichte man erstmals in der darauffolgenden Apertura 2013 einen Platz in der zweiten Liga des Landes.

### Etablierung in der zweiten Liga und Aufstieg in die erste
Ein Jahr nach dem ersten Auftritt in der zweiten Spielklasse änderte der Klub seinen Namen in Sociedad Deportiva Costa del Este Fútbol Club oder kurz Costa del Este FC, um die Assoziation zum Stadtteil Costa del Este besser zu repräsentieren. In der Apertura 2016 gewann man mit 2:1 gegen Independiente. In der anschließenden Finalrunde um den Aufstieg nach der Clausura 2017 konnte man sich jedoch noch nicht durchsetzen. Nach dem Gewinn der Apertura 2017 als auch der Clausura 2018 gelang der Sieg im Finale um den Aufstieg in die erstklassige Liga Panameña de Fútbol.
Die erste Halbserie schloss der Klub mit 29 Punkten auf dem ersten Platz der normalen Liga-Tabelle, im Halbfinale der Finalrunde war nach Hin- und Rückspiel gegen den San Francisco FC Schluss. Im Finale des nationalen Pokals der Saison 2018/19 bezwang man Universitario mit 4:3 nach Elfmeterschießen. In der Apertura 2019 unterlag man im Finale mit 0:2 gegenüber dem Tauro FC. Bis heute in der ersten Liga, erreichte man regelmäßig die Finalrunde.
Zum Start der Saison 2021/22 wurde der Verein in Club Deportivo del Este umbenannt, um nicht nur die Fans der Ostküste abdecken zu können, sondern den gesamten östlichen Bereich der Hauptstadt. Der Bau eines eigenen Stadions ist geplant.